# Talsi distrikt
Talsi distrikt (lettiska: Talsu rajons) var till 2009 ett administrativt distrikt i Lettland, beläget i den västra delen av landet, ca 120 kilometer från huvudstaden Riga. Distriktet angränsar med distrikten Ventspils och Kuldīga, Tukums.
Distriktet bestod av 16 stycken kommuner och den största staden är Talsi som hade cirka 10 400 invånare år 2016.
Den högsta punkten är Kamparkalns med 175 meter över havet vid Talsi Hillock.